# Sericostoma
Sericostoma is een geslacht van schietmotten uit de familie van de Sericostomatidae.

## Soorten
- Sericostoma baeticum Pictet, 1856
- Sericostoma bergeri Malicky, 1973
- Sericostoma carinthiacum McLachlan, 1868
- Sericostoma cianficconiae Moretti, 1978
- Sericostoma clypeatum Hagen, 1864
- Sericostoma cristatum Navas, 1924
- Sericostoma faciale McLachlan, 1868
- Sericostoma flavicorne Schneider, 1845
- Sericostoma galeatum Rambur, 1842
- Sericostoma grusiense Martynov, 1913
- Sericostoma herakles Malicky, 1999
- Sericostoma ida Sipahiler, 2000
- Sericostoma indivisum McLachlan, 1880
- Sericostoma italicum Moretti, 1978
- Sericostoma maclachlanianum Costa, 1884
- Sericostoma medium Navas, 1917
- Sericostoma memorabile McLachlan, 1876
- Sericostoma mesopotamicum McLachlan, 1898
- Sericostoma pedemontanum McLachlan, 1876
- Sericostoma personatum (Kirby & Spence, 1826)
- Sericostoma pyrenaicum Pictet, 1865
- Sericostoma romanicum Navas, 1930
- Sericostoma schneiderii (Kolenati, 1848)
- Sericostoma selysii Pictet, 1865
- Sericostoma siculum McLachlan, 1876
- Sericostoma subaequale McLachlan, 1898
- Sericostoma timidum Hagen, 1864
- Sericostoma turbatum McLachlan, 1876
- Sericostoma vittatum Rambur, 1842